# Китайский ящер
Кита́йский я́щер, или кита́йский панголи́н (лат. Manis pentadactyla) — млекопитающее из отряда панголинов. Один из четырёх видов ящеров, обитающих в Азии.

## Внешний вид
Длина тела составляет около 60 см, вместе с 18-сантиметровым хвостом. У зрелых особей вес колеблется от 2 до 7 кг. У этих ящеров около 18 рядов чешуек. Чешуйки сопровождаются волосами, что весьма необычно для млекопитающих. У китайских панголинов небольшая заострённая голова и узкий рот. Нос толстый с ноздрями на конце. Это бронзовоокрашенные животные с круглым телом. Передние и задние лапы снабжены острыми когтями. В отличие от других видов обладают хорошо развитыми ушными раковинами (за что их ещё называют ушастыми).

## Распространение
Китайские панголины распространены на западе Непала, Ассама, в восточных Гималаях, Мьянме и Китае.

## Поведение

### Места обитания
Китайские ящеры населяют широколиственные, субтропические леса, бамбуковые леса, известняковые леса, широколиственные леса, хвойные леса, сельскохозяйственные поля и пастбища. Центральная часть Непала расположена на холмистой местности, где находится множество больших термитников. 
Китайские ящеры относятся к роющим видам. Они используют свои сильные, когтистые лапы для рытья нор глубиной до 8 метров. Панголины могут вырыть такую нору за 3-5 минут. После того, как ящер окажется внутри, он закрывает вход в нору. Иногда панголинов замечают и в чужих норах.

### Особые диетические потребности и привычки в питании
Исследование, проведенное Китайским журналом прикладной и экологической биологии, определило китайский панголин как «восприимчивый вид из-за его пищевой специализации и стенофагии (употребление только нескольких видов муравьев и термитов)». Из-за очень специфической диеты может становятся трудными обеспечить их нужной пищей, пока они находятся под наблюдением и обслуживанием. Панголины обычно содержатся в зоопарках для того, чтобы было возможно охранять их и наблюдать за ними. Однако, начиная с 1970-х годов, «ящеры теперь почти неизвестны посетителям и выставляются нечасто в зоопарках, так как их было трудно содержать, поскольку большинство содержащихся в неволе животных умирают в течение короткого периода времени после поимки". Когда они находятся в естественной среде обитания, этот вид живет "на диете, состоящей из муравьев, термитов и других беспозвоночных, включая пчелиных личинок, мух, червей, дождевых червей и сверчков". После тщательного создания новых, более устойчивых рецептов в зоопарках, некоторые из используемых ингредиентов включали "яйцо, мясо (говяжий фарш, лошадь, консервированная кошачья диета), сгущенные молочные продукты, сухое молоко, рыбный белок, листья орхидеи, коммерческие блюда, семена псиллиума, морковь, дрожжи, поливитамины и насекомых(смеси личинок шелкопряда, земли, муравьев, термиты, мучные черви или сверчки". В ряде зоопарков, в которых содержались ящеры-панголины, было установлено, что животные погибали чаще всего через несколько лет, без успешного размножения. Исследователи утверждают, что этот результат связан с «плохим принятием диет в неволе и проблемами с пищеварением». К сожалению, сейчас китайский панголин считается видом на грани исчезновения.

### Образ жизни
О жизни китайского ящера известно сравнительно мало. Это объясняется тем, что китайские панголины — ведущие ночной образ жизни существа, крайне пугливые и медленно передвигающиеся. Они вовсе не агрессивны. Когда на китайских ящеров нападает хищник, они свёртываются в клубок и полагаются на защиту своих чешуек, которые охватывают всё тело. Живут в основном на поверхности земли, но иногда залезают и на деревья. 
Как и другие виды панголинов, китайские панголины питаются насекомыми, в основном, муравьями и термитами. Они используют свои когти, для того чтобы разрыть норы насекомых. Затем они захватывают добычу своим длинным, липким языком, который достигает в длину 25 см.

### Размножение
В Непале китайские ящеры приносят потомство в апреле-мае. Рождается один детёныш, длиной около 45 см, и весящий около 1 фунта. Молодые рождаются уже с чешуйками, хотя первые два дня жизни детёныши ещё очень слабые. Несмотря на то, что молодняк может передвигаться уже сразу после рождения, самка носит их на хвосте или на спине. Самцы также хорошо демонстрируют родительские инстинкты и делятся с самкой и детёнышами своей норой.

## Охранный статус
В Международном союзе охраны природы китайский ящер значится как вид, находящийся на грани исчезновения.
Главной угрозой для ящеров является охота на них ради их мяса и разрушение среды обитания. Во многих неохраняемых областях главной угрозой является хозяйственное освоение земель.

## Галерея

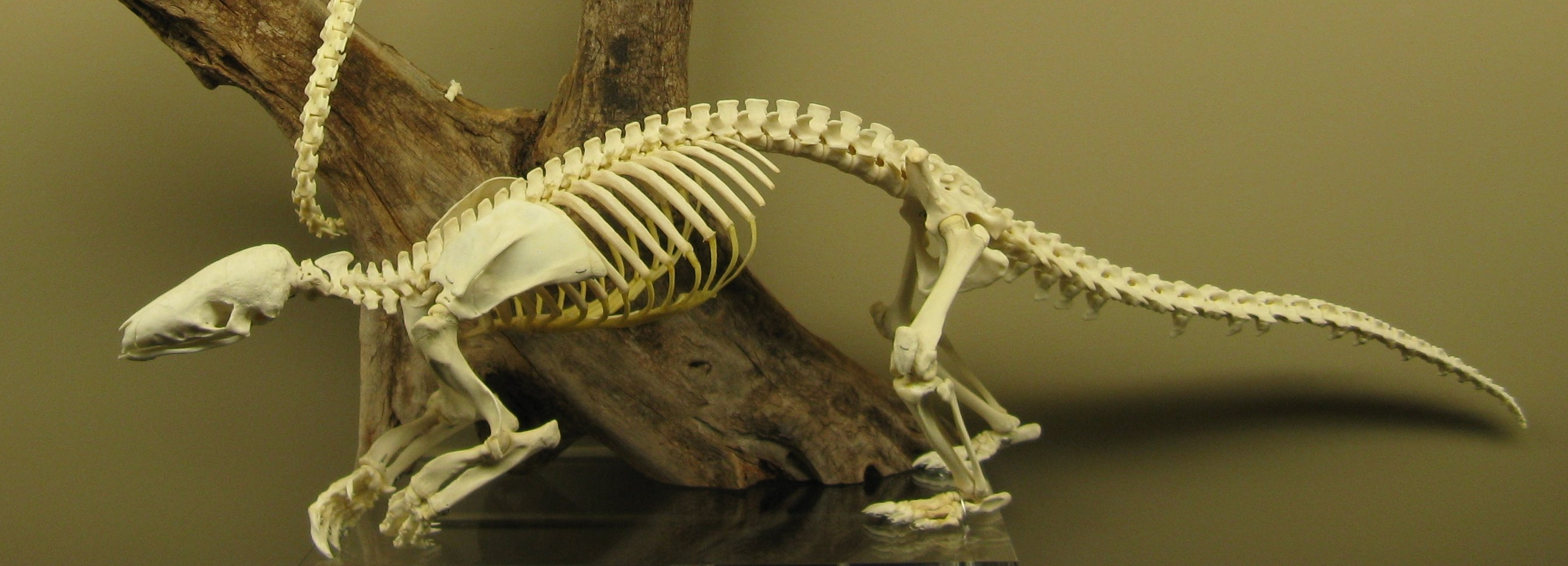
Скелет китайского ящера
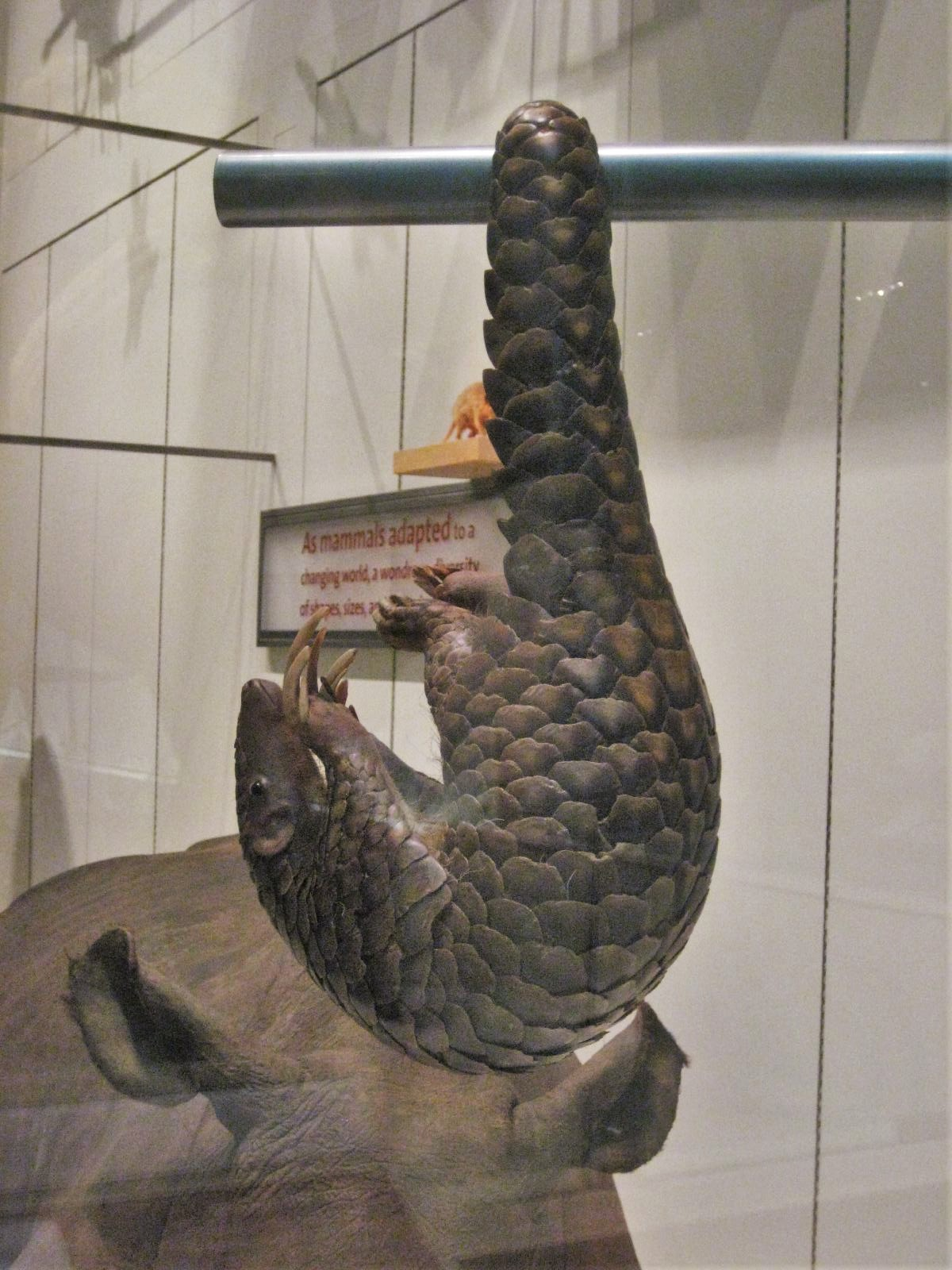